# 第二次東韶戰鬥
東韶戰鬥發生於1931年4月1日－9月20日，地點則是在中國江西東韶（今宁都县东韶乡，有待进一步考证）。是國共內戰前期主要戰鬥之一，交戰一方為中華民國革命軍之25師，另一方則為共軍前身中國工農紅軍之22軍陳毅部。戰鬥末了，國軍仍未達到攻佔目的。